# Kirchenkrug
Ein Kirchenkrug war im est- und livländischen Deutsch ein Wirtshaus bei einer Kirche. Kruge und Kirchenkruge sind dort mindestens seit dem 18. Jahrhundert bekannt.
Neben Krugen und Bierbuden, waren die im Tourenbuch von Estland genannten Kirchenkruge in Estland und Nordlivland unterwegs und außerhalb größerer Ortschaften Einkehrmöglichkeiten für Radfahrer um das Jahr 1897.

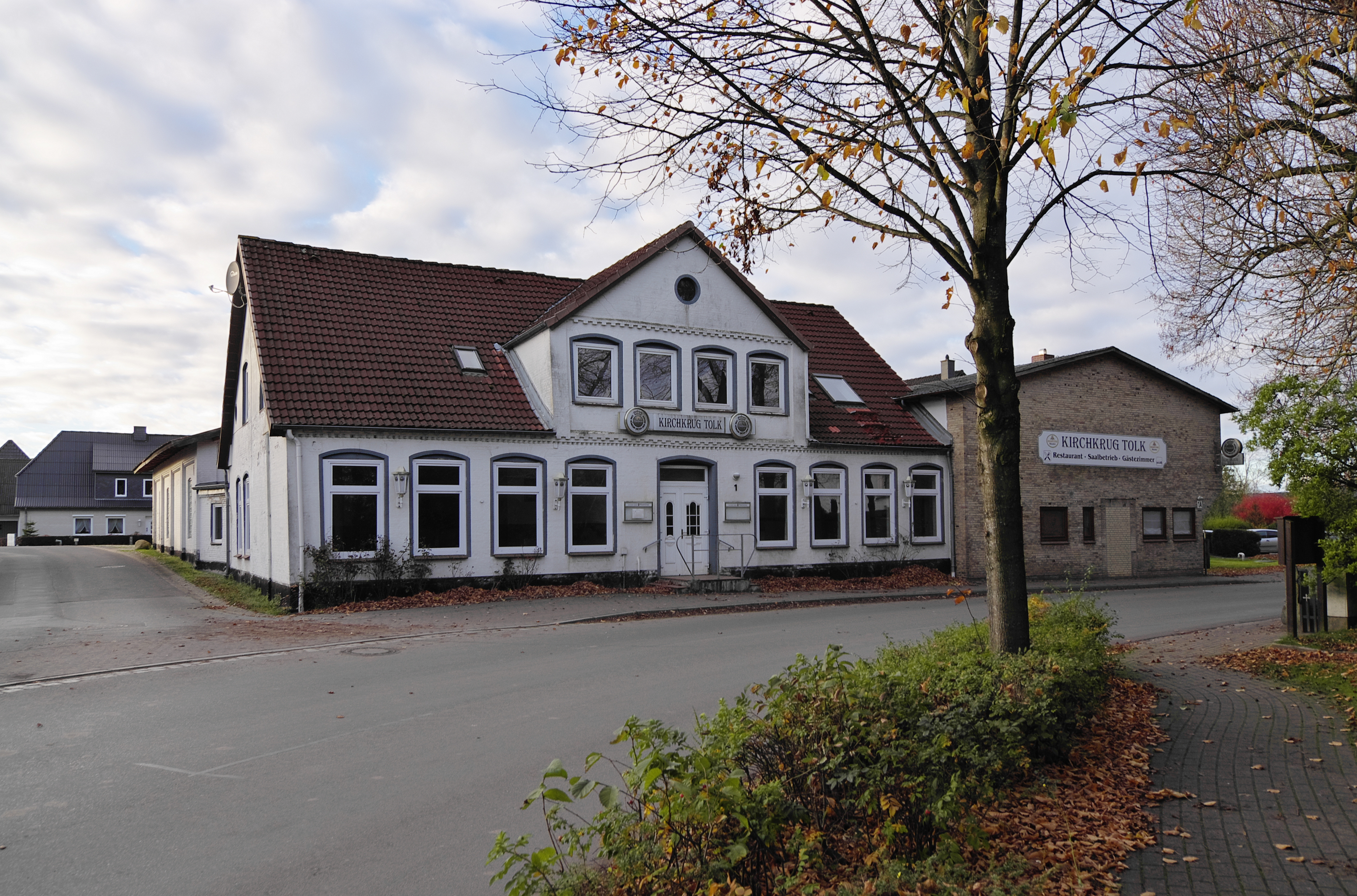
Kirchkrug Tolk

## Sage
Der Kirchenkrug ist eine Sage der Brüder Grimm.

## Ortsnamen
Lettland
- Adiamünde-Kirchenkrug, Gemeinde Adiamünde: Lielaiskrogs